# Bombardamento atomico
Con il termine bombardamento atomico si indica il bombardamento nucleare che consiste in una serie di reazioni nucleari in cui un nucleo di un elemento (bersaglio o target) viene fatto reagire con un protone (11H), un neutrone (10n), una particella α (42He2+) o un altro ione leggero o pesante (isotopo). Affinché tale reazione avvenga è necessaria un'energia che superi la barriera di Coulomb fra lo ione incidente (proiettile) ed il nucleo bersaglio (ad esclusione di proiettili neutri come neutroni e fotoni di alta energia). In questo modo è stato possibile preparare in laboratorio oltre 2 500 nuclidi artificiali radioattivi e sintetizzare nuovi elementi chimici con l'ausilio di potenti acceleratori di particelle. La reazione di fissione è iniziata da un bombardamento con neutroni su nuclidi fissili (normalmente di U o Pu) mentre il 146C radioattivo, presente in natura e incorporato dagli organismi viventi, è prodotto per effetto del bombardamento dell'azoto atmosferico con neutroni secondari prodotti dai raggi cosmici.

## Esempi di reazioni di bombardamento
- 105B + 42He → 137N + 10n

137N → 136C + 01+β
- 24296Cm + 42He → 24598Cf + 10n

- 2311Na + 11H → 2312Mg + 10n

- 2713Al + 10n → 2813Al → 2814Si + 0−1β

- 23592U + 10n → 23692U → 14056Ba + 9336Kr + 3 10n (classica reazione di fissione, notare come i prodotti finali abbiano numero di massa A minore rispetto a quello del nuclide dell'elemento iniziale)

- 24998Cf + 157N → 260105Db + 4 10n

- 24998Cf + 188O → 263106Sg + 4 10n